# Spaanse parlementsverkiezingen april 2019
De Spaanse parlementsverkiezingen van april 2019 werden gehouden op 28 april 2019, nadat zittend premier Pedro Sánchez van de socialistische partij PSOE vervroegde verkiezingen uit moest schrijven omdat zijn regering er niet in slaagde de begroting voor het jaar 2019 goedgekeurd te krijgen door de Cortes Generales. Deze verkiezingen betekenden het einde van de twaalfde legislatuur en de opmaat van de dertiende legislatuur.
Tijdens deze verkiezingen werd er gestemd voor beide kamers van de Cortes Generales, dat wil zeggen, de 350 zetels van het congres (het lagerhuis) en de 208 van de 266 senatoren (leden van het hogerhuis) die eveneens direct verkozen worden. De organisatie en het verloop van parlementsverkiezingen in Spanje is geregeld in de grondwet van dat land.  
Belangrijke kenmerken van deze verkiezingen waren de opkomst van de extreemrechtse partij VOX, het Catalaanse separatisme en het feit dat de belangrijkste politici van de Catalaanse partijen in hechtenis zaten in verband met de rechtszaak tegen de leiders van het Catalaanse onafhankelijkheidsproces.
De opkomst bedroeg 77,76%. De PSOE won deze verkiezingen, maar behaalde niet voldoende zetels om met een absolute meerderheid te kunnen regeren. Omdat er binnen een maand weer verkiezingen plaats zouden vinden, voor gemeenteraden, de meeste autonome gemeenschappen en voor de EU, werden deze verkiezingen niet meteen gevolgd door efficiënte onderhandelingen over de vorming van een nieuwe regering. Deze zouden pas eind mei daadwerkelijk beginnen. 

## Partijen en kandidaten

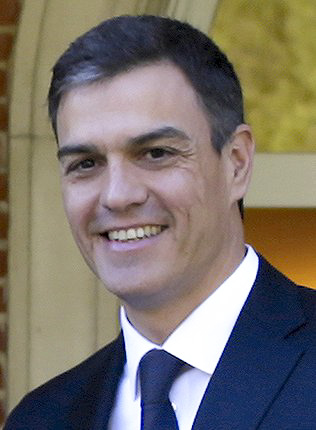
Pedro Sánchez, PSOE

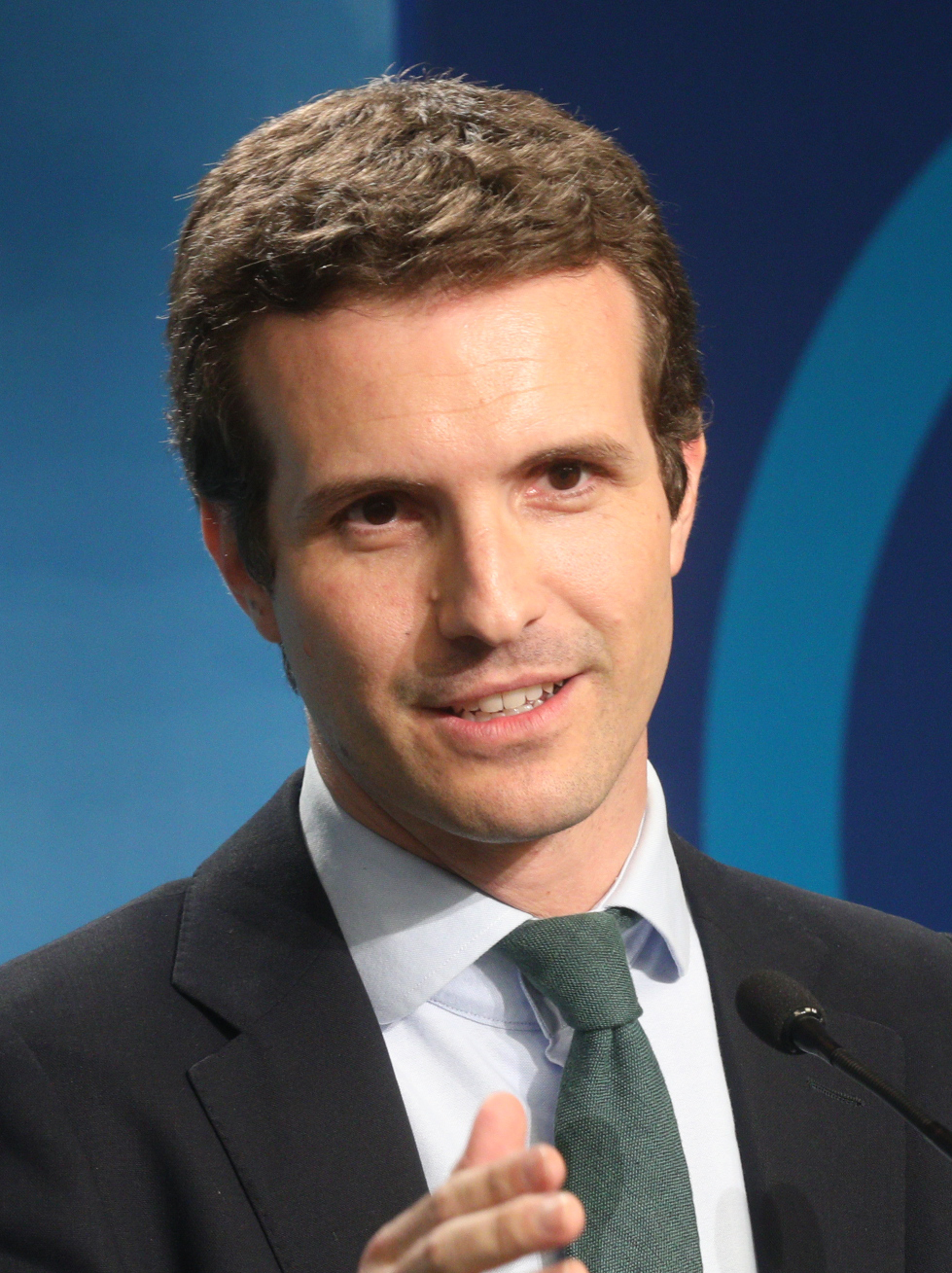
Pablo Casado, PP

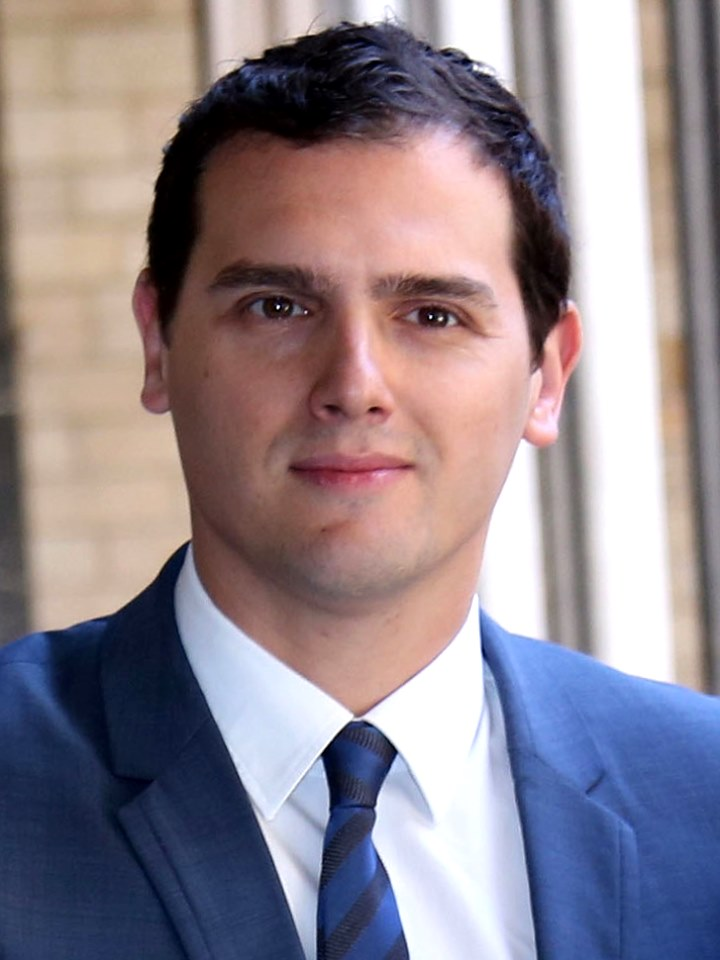
Albert Rivera, c's

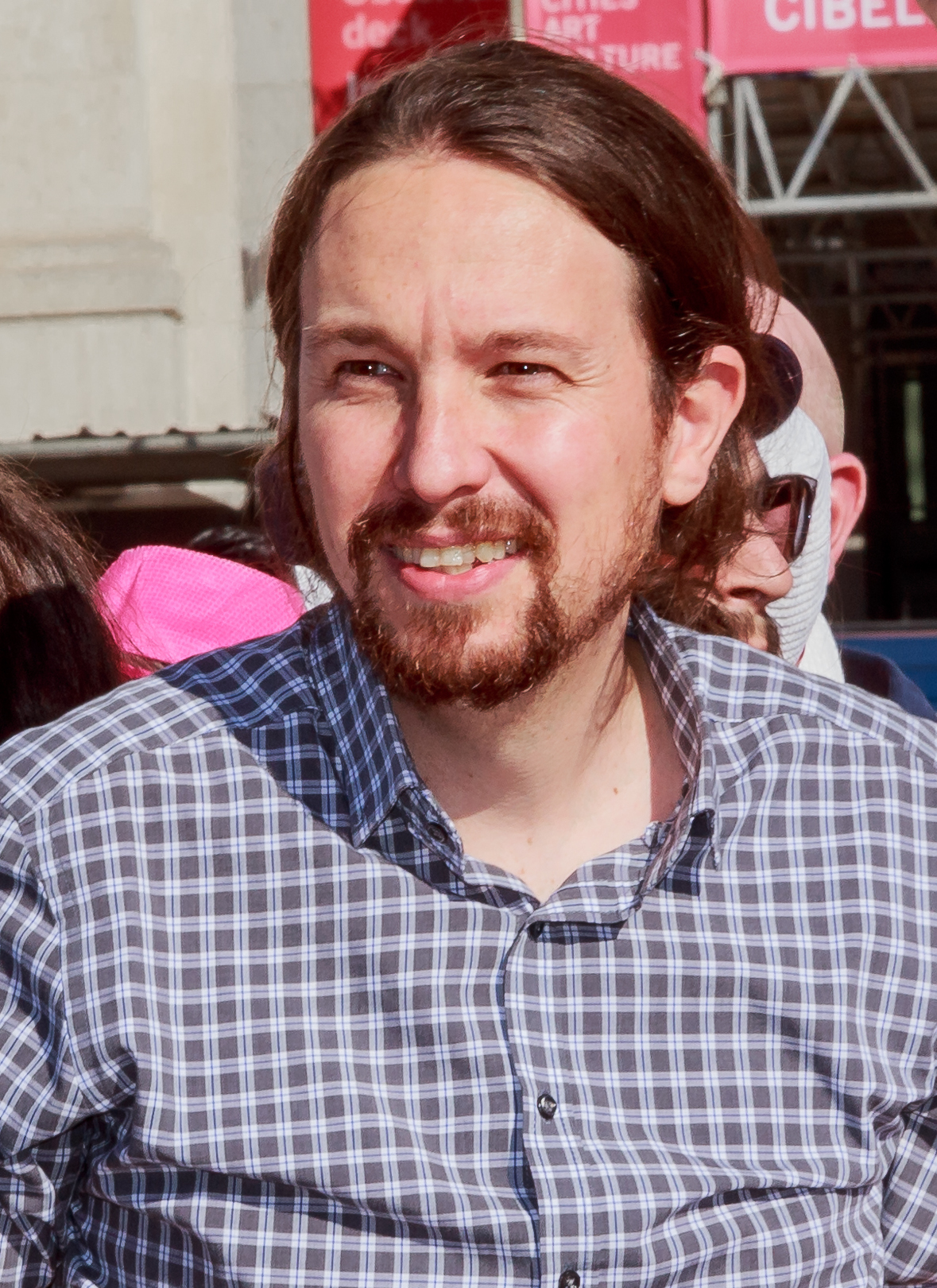
Pablo Iglesias, UP

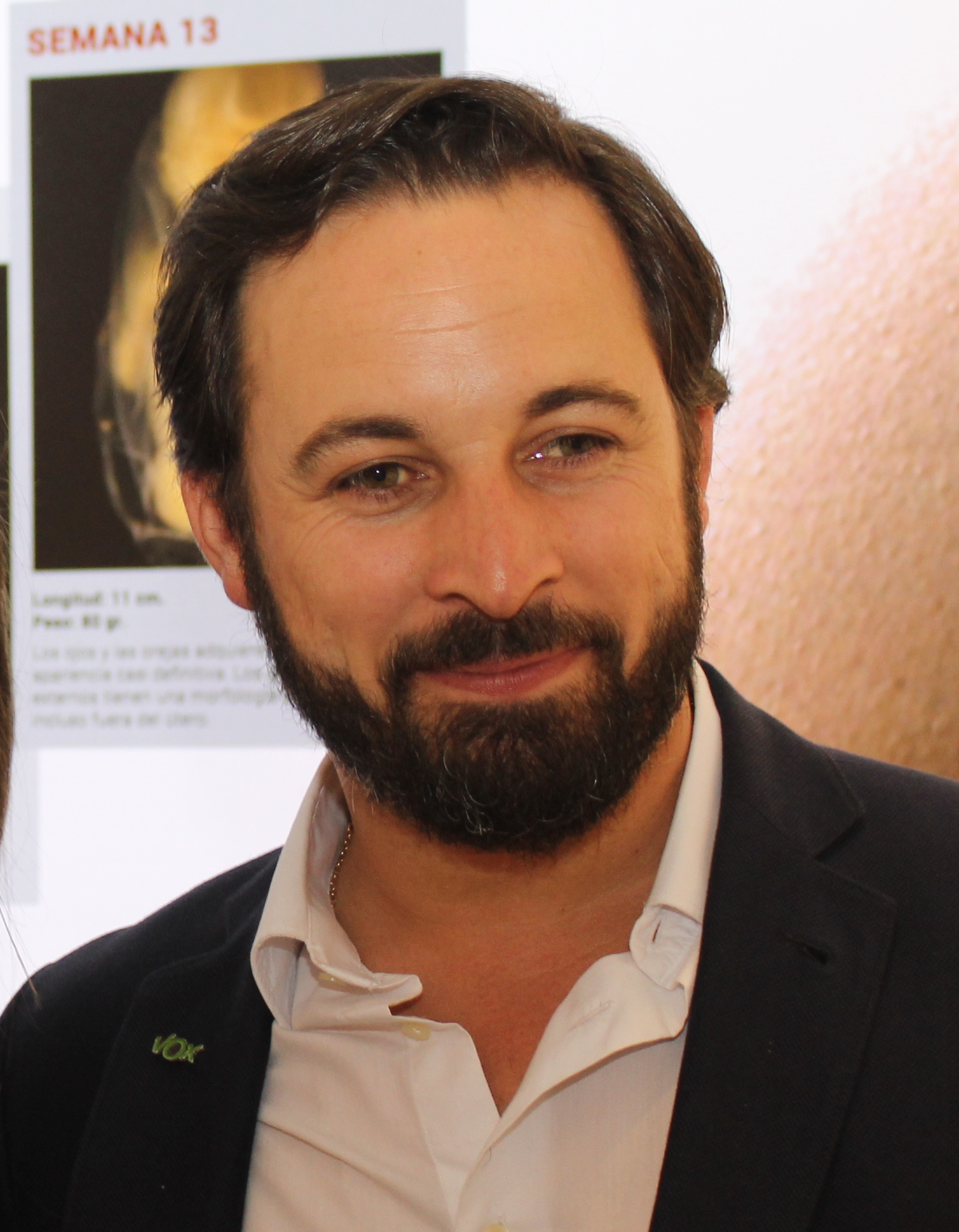
Santiago Abascal, VOX

Het is gebruikelijk dat elke partij de eerste persoon op de kieslijst in het Kiesdistrict Madrid kandidaat stelt voor het premierschap. Regionaal-nationalistische partijen, die niet genoeg zetels zullen gaan halen om serieuze kanshebbers te zijn om de premier te leveren, schuiven gezamenlijk hun kartelleider naar voren als hoofdkandidaat. Regionale, provinciale en lokale media volgen voornamelijk de activiteiten en de uitgezette strategische koersen van de serieuze kandidaten voor de rol van toekomstig premier, tezamen met de leidende kandidaten in de elk van de kiesdistricten, die overeenkomen met de provincies. 

### PSOE
De regerende socialistische PSOE had halverwege de twaalfde legislatuur het roer overgenomen van de conservatieve PP middels een motie van wantrouwen, maar zag zich een half jaar later, op 15 februari 2019, gedwongen vervroegde verkiezingen uit te schrijven, nadat de regering er niet in was geslaagd de begroting voor 2019 goedgekeurd te krijgen door het parlement. De onderhandelingen daarover met de Catalaanse nationalisten, die daarvoor onontbeerlijk waren, waren vastgelopen. Premier Pedro Sánchez stelde zich herkiesbaar om aan een volwaardige legislatuur te beginnen. De partij ging in alle peilingen fors aan de leiding, en was favoriet om de winst binnen te halen, wat uiteindelijk ook gebeurde. Hoewel de campagne van de partij voornamelijk gericht was tegen de rechtse partijen, benadrukte Sánchez voor de linkse kiezers dat het belangrijk was hem een absolute meerderheid te geven om alleen verder te kunnen reageren. Hier is de partij met 123 van de 350 zetels echter niet in geslaagd. 

### PP
De kandidaat van de conservatieve PP, Pablo Casado, volgde voormalig premier Mariano Rajoy op als leider van de partij. Nadat Rajoy middels de motie van wantrouwen af moest treden vanwege de grote hoeveelheid corruptieschandalen waar de PP onder zijn leiding onder gebukt ging, brak er een bittere strijd uit tussen de centrumrechtse stroming, onder leiding van Soraya Sáenz de Santamaría, en een duidelijk rechtsere stroming waar Pablo Casado leiding aan gaf. 
Nadat hij deze strijd had gewonnen, maakte de partij onder zijn leiding een flinke ruk naar rechts, temeer daar de partij flink onder druk stond in de peilingen door de snelle en grote opkomst van de extreemrechtse partij VOX. In een poging kiezers van die partij terug te winnen, nam Casado onder andere een aantal maatregelen in het verkiezingsprogramma op die de immigratie zouden moeten beperken en de veronderstelde invloed van de Islam in Spanje terug zouden moeten dringen. Ook nam hij een harde lijn aan ten opzichte van de Catalaanse separatisten. Het mocht niet baten, de PP onderging een historische verkiezingsnederlaag en behaalde met 66 zetels het laagste aantal zetels ooit. Wel bleef het de grootste partij op rechts.

### C's
De relatief nieuwe liberale partij Ciudadanos (C's) onder leiding van Albert Rivera presenteerde zich als rechts alternatief voor kiezers die niet extreemrechts wilden stemmen, en had gedurende de gehele campagne goede hoop groter te worden dan de PP, hoewel het besluit van de partij om de motie van wantrouwen tegen de PP niet te steunen de partij veel schade heeft gedaan. Uiteindelijk heeft C's met 57 zetels de PP niet ingehaald. 
Net als de PP heeft de partij een ruk naar rechts gemaakt om extreemrechts niet te veel vrije ruimte te geven, maar zette tegelijkertijd alles op alles om op geen enkele manier geassocieerd te worden met VOX. Tijdens de campagne heeft de partij daarbij expliciet gesteld geen regering te gaan vormen met de socialisten. C's is traditioneel zeer verbaal aangaande de separatistische neigingen van Catalonië en het Baskenland en zo ook in deze campagne. De partij viel de PP aan op hoe zij de crisis rondom de onafhankelijkheidsreferendum in oktober 2017 behandelden, en verweet de regering van Rajoy met te zachte hand te werk zijn gegaan.

### UP en aanverwante formaties
Unidas Podemos (UP), geleid door Pablo Iglesias is een linkse, progressieve partijenalliantie van Podemos, IU en EQUO, en als dusdanig een herhaling van de elfde en de twaalfde legislaturen, toen diezelfde alliantie "Unidos Podemos" heette. Hoewel er in de peilingen duidelijk waardering was voor de rol die Unidos Podemos heeft gespeeld bij het in stand houden van de minderheidsregering van Pedro Sánchez na de motie van wantrouwen en de machtswisseling in juni 2018, speelden interne conflicten de partij grote parten. 
Tijdens de campagne probeert de partij sociale rechten centraal te stellen. Tijdens de twee verkiezingsdebatten lukte het Iglesias goed zijn punten uiteen te zetten, terwijl de lijsttrekkers van de andere partijen die deelnamen vooral bezig waren met elkaar zwart te maken, en dat heeft uiteindelijk ertoe bijgedragen dat de partij het met 42 zetels toch beter deed dan aanvankelijk werd verwacht, ondanks het grote verlies ten opzichte van de vorige verkiezingen in 2016.  

### VOX
De rechts-populistische partij VOX was een nieuwkomer deze verkiezingen. Voorman Santiago Abascal heeft de partij mede opgericht in 2011 en nam deze keer voor het eerst deel aan de nationale verkiezingen. Het zou de eerste keer zijn sinds de democratische overgang na de dood van Francisco Franco dat een extreemrechtse (of afhankelijk van de bron rechts populistische) partij zetels zou behalen in het parlement, waarmee Spanje tot nu toe een uitzondering was in Europa. 
De partij stond op erg veel winst in de peilingen, en dit gegeven alleen al speelde een erg belangrijke rol in de campagne van de meeste andere partijen, waardoor Vox veel invloed had op de thema's die besproken werden tijdens de campagne, vooral ter rechter zijde. In de campagne van VOX waren de islam en de eenheid van Spanje belangrijke thema's. De partij was eind 2018 met een verrassend hoge score het Andalusische parlement binnengekomen, en ook voor deze parlementsverkiezingen deed de partij het erg goed in de peilingen. Desondanks viel het mee met het aantal zetels dat ze uiteindelijk behaalden: 24
Omdat de partij geen zittende congres- of senaatsleden had, werd door de kiescommissie besloten dat het niet aan de twee verkiezingsdebatten op televisie deel mocht nemen. Dit werd in de campagne van de partij gebruikt als ware het een voorbeeld van hoeveel de partij tegen wordt gewerkt door de elite en hoe bang die elite voor de partij is.

### ERC en Junts per Catalunya
Catalonië zat nog steeds in de nasleep van het onafhankelijkheidsreferendum op 1 oktober 2017. Esquerra Republicana de Catalunya en Junts per Catalunya hadden ervoor gekozen hun lijsten aan te laten voeren door de politici die gevangen zaten vanwege de rechtszaak tegen de leiders van het Catalaanse onafhankelijkheidsproces, waaronder Oriol Junqueras (ERC), of in het buitenland verkeerden om voorlopige hechtenis te ontlopen, zoals Carles Puigdemont (Junts per Catalunya). Deze politici hebben hun campagne vanuit de gevangenis of het buitenland gevoerd.

## Thema's
Een van de belangrijkste thema's was de opkomst en de verwachte grote winst van VOX. Vooral Pedro Sánchez, maar ook Albert Rivera van C's waarschuwden ervoor wat er zou gebeuren met bijvoorbeeld de rechten van minderheden of andere sociale rechten als die partij te groot zou worden, maar tegelijkertijd maakten PP en C's ook een ruk naar rechts onder invloed van die partij. 
Catalonië, en het onafhankelijkheidsstreven in de regio, werd op uiteenlopende manieren veelvuldig gebruikt als argument. Vox en C's vielen de PP aan omdat die met te zachte hand zou hebben gereageerd op het Catalaanse onafhankelijkheidsreferendum op 1 oktober 2017. Deze drie partijen vielen gezamenlijk PSOE en Podemos aan, omdat zij zouden heulen met de Catalaanse partijen  die voor de onafhankelijkheid zijn. De steun van deze partijen was namelijk onmisbaar om de regering Rajoy te laten vallen, waardoor Sánchez aan de macht was gekomen gedurende de voorgaande legislatuur. PSOE en Podemos werden dus verweten samen te werken met "hen die Spanje op willen breken", terwijl andersom werd gezegd dat C's en PP polariserend optraden. Dit alles gebeurde terwijl de belangrijkste kandidaten voor de twee Catalaanse separatistische partijen, ERC en Junts per Catalunya, in voorlopige hechtenis zaten vanwege de rechtszaak tegen de leiders van het Catalaanse onafhankelijkheidsproces. 
Op dezelfde manier werd Sánchez door de PP overigens ook verweten te heulen met ETA, aangezien ook de steun van EH Bildu, een partij die in verband wordt gebracht met de nalatenschap van de terroristische groep, ook nodig was voor het slagen van de motie van wantrouwen die Rajoy ten val bracht. 
Een ander belangrijk thema was corruptie, gebruikt als argument door alle partijen tegen de PP, vanwege de vele corruptieschandalen die uiteindelijk het einde betekenden van de regering van Mariano Rajoy. Maar ook de PSOE is aangesproken op corruptieschandalen waar de partij in het verleden mee te maken had gekregen, zoals de zaak-ERE.

## Verloop van de campagne

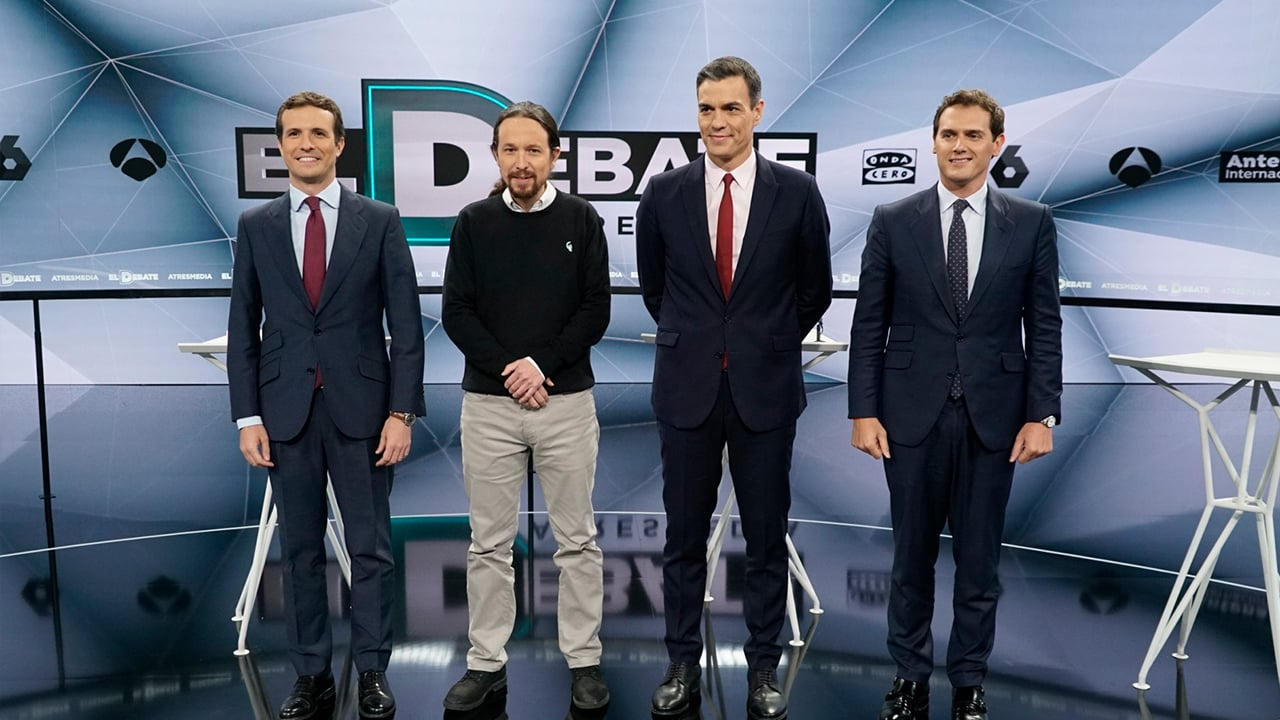
Verkiezingsdebat van Atresmedia

In Spanje begint de verkiezingscampagne officieel pas twee weken voor de verkiezingen. In het geval van deze verkiezingen viel een deel van de campagne in de Semana Santa, een week waarin veel Spanjaarden vrij zijn en op vakantie gaan, iets wat normaal gesproken wordt vermeden. 
Vanwege het gefragmenteerde politieke landschap sinds het einde van het de facto tweepartijenstelsel sinds de elfde legislatuur, was er gedurende deze campagne aan de ene kant een machtsspel tussen twee partijenblokken: links met PSOE en UP, en rechts met C's, PP en VOX, en aan de andere kant binnen deze blokken, waardoor alle partijen zich presenteerden als de juiste keuzen om strategisch te stemmen. Dit werd versterkt omdat 40% van de kiezers bij aanvang van de campagne nog zwevend waren. 
De campagne begint al stevig op de eerste dag, als de kandidaat van de PP voor de provincie Barcelona, Cayetana Álvarez de Toledo met een turbulente studentenboycot te maken krijgt als zij op de Autonome Universiteit van Barcelona wil spreken, wat meteen het thema Catalonië in het midden van de campagne plaatst. Iets vergelijkbaars gebeurde in Rentería, een bastion van abertzale links dat voor een onafhankelijk en socialistisch Baskenland staat, als Albert Rivera van C's daar een toespraak wil houden en wordt verwelkomd met beledigingen en steunuitingen aan de Catalaanse separatisten. 
Een belangrijk keerpunt in de campagne waren de verkiezingsdebatten, en in de eerste plaats de beslissing van de kiescommissie om Vox buiten het eerste verkiezingsdebat op televisie te houden, waar ze wel voor uitgenodigd waren door Atresmedia, moederbedrijf van de zenders Antena 3 en La Sexta. Hierdoor slaagde Sánchez er minder goed in PP en C's duidelijk in verband te brengen met de extreemrechtse partij. De debatten hadden een boosaardige toon, en slaagden er voor de kiezer niet in duidelijkheid te scheppen over eventuele akkoorden die na de verkiezingen gesloten zouden gaan worden, aangezien Sánchez samenwerking met C's niet uit wilde sluiten, overigens koren op de molen van Podemos voorman Pablo Iglesias, die verder als enige zijn partijprogramma goed voor het voetlicht wist te brengen in beide debatten. 
De laatste week van de campagne werd onder meer getekend door een felle strijd om de zwevende kiezer op rechts, met politici die zelfs overliepen van PP naar C's, zoals Ángel Garrido, president van de regio Madrid. Tegelijkertijd was er juist sprake van een toenadering tussen PSOE en Podemos, die in de laatste maanden van de voorgaande legislatuur intensief samen hadden gewerkt, en er de voorkeur voor uitspraken samen verder te gaan, zij het in een coalitieregering, zij het door middel van gedoogsteun.

## Opiniepeilingen
Hieronder een grafiek waarin verschillende opiniepeilingen bijeen zijn gebracht. De grafiek toont de peilingen voor de gehele twaalfde legislatuur.

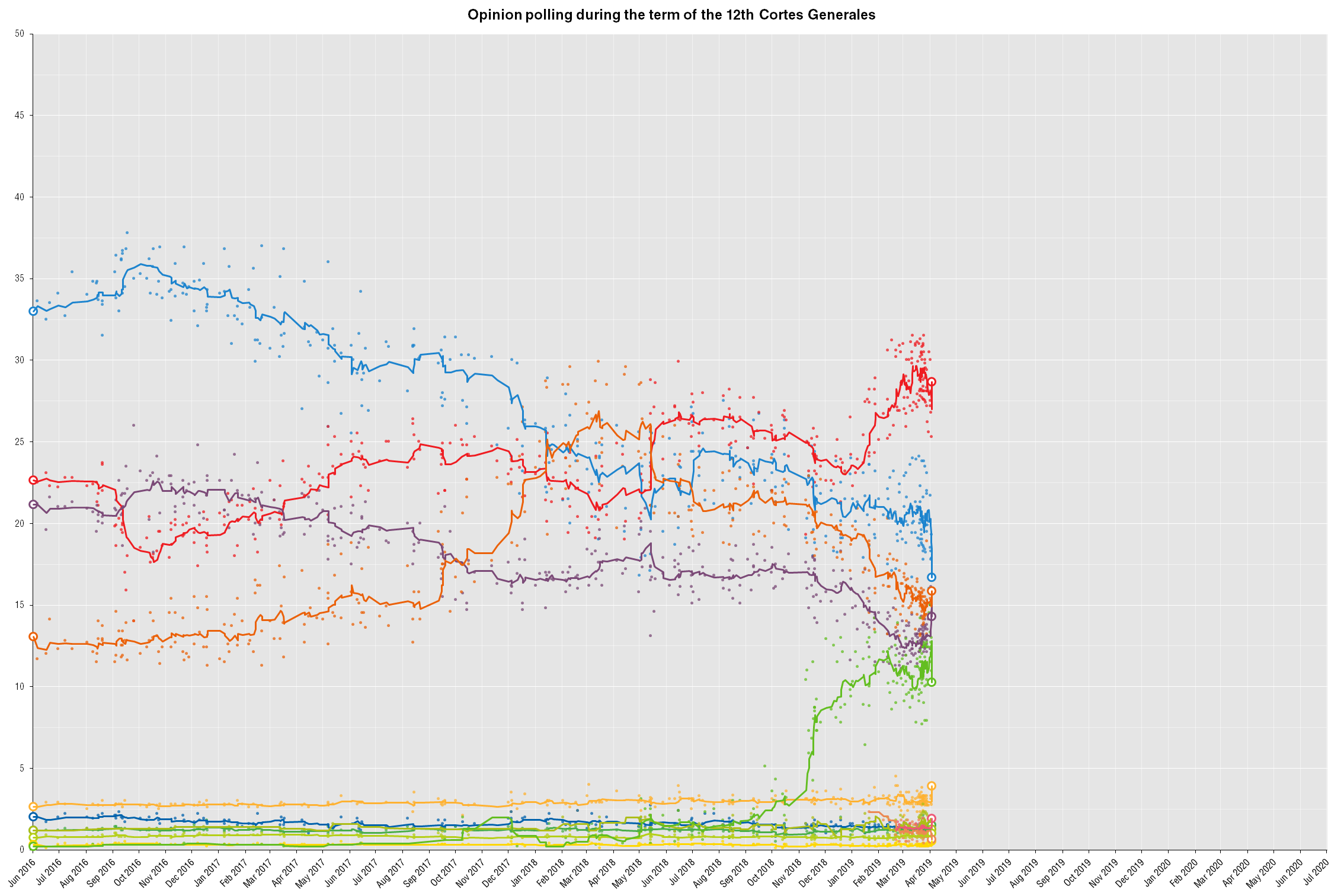
Evolutie van de stemintenties

## Uitslagen

Grootste partij per provincie

Spanje kent een districtenstelsel, waarin de districten overeenkomen met de provincies. Binnen elk district of kieskring kan de kiezer stemmen op gesloten kieslijsten, dat wil zeggen op een partij in plaats van op een persoon. Het aantal stemmen wordt per district omgerekend in zetels aan de hand van de Methode-D'Hondt.

### Congres
Voor het congres kiest elke provincie een aantal volksvertegenwoordigers gebaseerd op inwonertal. Zo stemden Ceuta en Melilla elk voor één zetel, maar de provincie Barcelona 32 en Madrid, waar de provincie overeenkomt met de bestuurslaag erboven, de autonome gemeenschap, 37 afgevaardigden. Hieronder de uitslag voor het congres:
| Kieslijst | Kieslijst                           | Kieslijst           | Aantal stemmen | %     | +/- Stemmen (%) | Zetels | +/- Zetels |
| --------- | ----------------------------------- | ------------------- | -------------- | ----- | --------------- | ------ | ---------- |
|           | PSOE                                | PSOE                | 7.480.755      | 28,68 | + 6,05          | 123    | +39        |
|           | PP                                  | PP                  | 4.356.023      | 16,7  | -16,31          | 66     | -71        |
|           | C's                                 | C's                 | 4.136.600      | 15,86 | +2,80           | 57     | +25        |
|           | Podemos, IU en aanverwante partijen | UP                  | 2.881.445      | 11,04 | -1,47           | 33     | -17        |
| ECP       | Podemos, IU en aanverwante partijen | 614.738             | 2,36           | -1,19 | 7               | -5     |            |
| En Común  | Podemos, IU en aanverwante partijen | 236.746             | 0,91           | 0,53  | 2               | -1     |            |
| Totaal    | Podemos, IU en aanverwante partijen | 3.732.929           | 14,32          | -6,84 | 42              | -23    |            |
|           | Vox                                 | Vox                 | 2.677.173      | 10,26 | +10,06          | 24     | +24        |
|           | ERC                                 | ERC                 | 1.015.355      | 3,86  | +1,26           | 15     | +6         |
|           | Junts per Catalunya                 | Junts per Catalunya | 497.638        | 1,91  | -0,10           | 7      | -1         |
|           | EAJ/PNV                             | EAJ/PNV             | 394.627        | 1,51  | +0,32           | 6      | +1         |
|           | EH Bildu                            | EH Bildu            | 258.840        | 0,99  | +0,22           | 4      | +2         |
|           | Compromís                           | Compromís           | 172.751        | 0,66  | Nieuw           | 1      | +1         |
|           | CC-PNC                              | CC-PNC              | 137.196        | 0,53  | +0,2            | 2      | +1         |
|           | Na+                                 | Na+                 | 107.124        | 0,41  | Nieuw           | 2      | +2         |
|           | PRC                                 | PRC                 | 52.197         | 0,2   | Nieuw           | 1      | +1         |

Opmerkingen:
- Unidas Podemos heeft in een aantal provincies meegedaan met een lijstalliantie met andere partijen: ECP in Catalonië, en En Común in Galicië.
- Door het kiesstelsel zijn er partijen met meer stemmen dan een aantal partijen die een zetel hebben behaald, maar die uiteindelijk in geen enkele provincie genoeg zetels hebben gehaald om vertegenwoordiging te krijgen.

### Senaat
Ook voor het berekenen van de zetelverdeling in de senaat worden de provincies als kieskringen gebruikt. In dit geval heeft echter elke provincie op het Spaanse vasteland 4 vertegenwoordigers, hebben Mallorca, Tenerife en Gran Canaria er elk drie, de kleinere eilanden er elk één, en Ceuta en Melilla hebben er elk twee. Dit telt op tot een totaal van 208 zetels. Daarnaast kiezen de wetgevende kamers van de autonome gemeenschappen een senator voor elke miljoen inwoners, en zo komt het totaal aantal senatoren uit op 266.
| Kieslijst | Kieslijst           | Zetels | +/- Zetels |
| --------- | ------------------- | ------ | ---------- |
|           | PSOE                | 123    | +80        |
|           | PP                  | 55     | -75        |
|           | ERC                 | 11     | +1         |
|           | EAJ/PNV             | 9      | +4         |
|           | C's                 | 5      | +5         |
|           | Na+                 | 1      | +1         |
|           | Junts per Catalunya | 2      | =          |
|           | ASG                 | 1      | =          |

## Afwikkeling
Omdat er op 28 mei nog verkiezingen plaats zouden vinden (Europese verkiezingen, gemeenteraadsverkiezingen en in de meeste autonome gemeenschappen), is er tot die datum geen serieus begin gemaakt met regeringsonderhandelingen. Wel heeft Pedro Sánchez meerdere malen gezegd dat zijn partij PSOE van plan is alleen verder te regeren met een minderheidsregering met gedoogsteun van Podemos en wisselende meerderheden te zoeken in het congres, zoals het geval was voor de verkiezingen.